# Alan Diez
Alan Diez Vásquez (Lima, 20 de junio de 1971) es un periodista, imitador, presentador y locutor peruano. Alcanzó la popularidad por haber conducido diferentes programas deportivos de televisión y radio en su país, contando con una amplia trayectoria periodística.

## Biografía
Alan Diez nació el 20 de junio de 1971 en Lima, proveniente de una familia de raíces afroperuanas,[cita requerida] además de ser el sobrino de la fallecida cantante Jesús Vásquez.
Comenzó su carrera televisiva en el año 1987 teniendo la edad de dieciséis años, participando en el programa concurso Triki Trak, haciendo la imitación del escritor Mario Vargas Llosa y el presentador del dicho espacio Luis Ángel Pinasco.[cita requerida]
Pero no fue hasta 1990, cuando debutaría en el periodismo deportivo con el programa Goles en acción por la cadena Red Global y años más tarde, comenzaría a interpretar al fallecido animador Augusto Ferrando en los programas radiales, logrando así alcanzar al estrellato. En el año 2008, Diez asumió el rol de reportero del programa deportivo Global deportes por la televisora mencionada, donde realizaba reportajes antesala de los partidos de la Copa Cable Mágico.[cita requerida] En su estadía en el dicho espacio, tuvo un altercado verbal con el técnico de fútbol Juan Reynoso en 2009 tras el partido entre los clubes Universitario y Melgar, en el cual el exfutbolista no dio declaraciones sobre el encuentro y tildó de «payaso» al periodista.
Gracias a su popularidad como periodista deportivo, le ha permitido tener una participación especial en la telenovela biográfica Los amores de Polo en 2013, retomando el rol de Augusto Ferrando, además de firmar con la televisora local RBC Televisión para asumir la conducción del bloque deportivo del noticiero El matutino de RBC y al año siguiente, en el otro formato RBC deportes.[cita requerida]
Fue voz en off del reality show peruano Reto de campeones en el año 2016, en el cual permaneció por poco tiempo por la baja audiencia. Continuó con su faceta radial, participando en la conducción del espacio Capital deportes por Radio Capital al lado de Juan Luis Morales en el año 2016 hasta 2020, año del cierre del dicho medio. Tras la cancelación, Diez lanzó su programa web Alan de miércoles por la plataforma YouTube.
Adicionalmente, en la misma emisora, fue conductor del formato Negro y blanco en 2018 y del programa La hora revuelta con Christian Hudtwalcker. Formó parte de Fox Sports Perú al año siguiente, asumiendo el rol de panelista y opinólogo en reemplazo del también periodista Mathías Brivio. Tiempo más tarde, se unió con Eddie Fleischman, Jesús «el Tanke» Arias, Andrea Closa y Diego Rebagliati para la conducción del formato radial deportivo Fútbol como cancha por la emisora RPP en 2021.
En ese mismo año, condujo el programa de entrevistas peruano A las 10, en el cual contaba con la presencia de diferentes celebridades de la farándula peruana. Tras no renovar con la televisora RPP TV, se unió con Bruno Cavassa para la conducción del espacio deportivo Zona de gol por Cable Perú y al año siguiente, se suma a las filas del bloque Latina deportes del noticiero Latina noticias como reportero.[cita requerida]

## Créditos

### Televisión
| Año           | Título                | Rol                    | Emisión            |
| ------------- | --------------------- | ---------------------- | ------------------ |
| 1987          | Triki Trak            | Imitador de personajes | América Televisión |
| 1990-1999     | Goles en acción       | Reportero              | Red Global         |
| 2008-2010     | Global deportes       | Reportero              | Red Global         |
| 2013          | El matutino de RBC    | Presentador deportivo  | RBC Televisión     |
| 2013          | Los amores de Polo    | Augusto Ferrando       | América Televisión |
| 2014          | RBC deportes          | Presentador deportivo  | RBC Televisión     |
| 2014          | La noche del 11       | Presentador            | RBC Televisión     |
| 2016          | Reto de campeones     | Voz en off             | Latina Televisión  |
| 2019-2020     | Somos Capital         | Presentador            | Capital TV         |
| 2019          | Fox Sports Radio Perú | Presentador            | Fox Sports Perú    |
| 2021          | A las 10              | Presentador            | RPP TV             |
| 2021-2022     | Zona de gol           | Presentador deportivo  | Cable Perú         |
| 2022-presente | Latina deportes       | Reportero              | Latina Televisión  |

### Radio
| Año           | Título             | Rol     | Emisión       |
| ------------- | ------------------ | ------- | ------------- |
| 2005-2011     | CPN deportes       | Locutor | CPN Radio     |
| 2016-2020     | Capital deportes   | Locutor | Radio Capital |
| 2018          | Negro y blanco     | Locutor | Radio Capital |
| 2018-2020     | La hora revuelta   | Locutor | Radio Capital |
| 2021-presente | Fútbol como cancha | Locutor | RPP           |

### YouTube
| Año           | Título            | Rol                   | Emisión           |
| ------------- | ----------------- | --------------------- | ----------------- |
| 2020-presente | Alan de miércoles | Presentador deportivo | Alan de miércoles |